# Nathalie Masduraud
Nathalie Masduraud est une documentariste française.

## Biographie
Nathalie Masduraud réalise des documentaires notamment des portraits d’artistes. Elle traite également de sujets de société ou d'histoire : la délation ou la propagande sous l’Occupation, les conditions de vie des populations noires dans les colonies françaises.
En 2018, le documentaire qu'elle réalise avec Valérie Urrea, Focus Iran, l'audace au premier plan est récompensé au festival de film documentaire.

## Réalisations
- Ella Fitzgerald, une grande dame du jazz, 1999
- Chroniques coloniales, 2001
- La Critique de cinéma sous l’Occupation, 2003
- Françoise Sagan, une vie de tous les dangers, 2004
- La Danse au cinéma, 2007
- Afrique du Sud : portraits chromatiques, avec Valérie Urrea, 52 min, 2014
- Chromatic Society, 4 épisodes, 10 min, 2014
- Focus Iran, l'audace au premier plan, avec Valérie Urrea, 53 min, 2017
- Iran#NoFilter, 10 épisodes, 5 min, 2017
- Pornotropic, Marguerite Duras ou l'illusion coloniale, avec Valérie Urréa, 52 min, 2020
- H24, 24 Heures dans la vie d'une femme, avec Valérie Urrea, 2021
- Alice Guy : l'inconnue du 7e art, avec Valérie Urrea, 53 min, 2021[3]